# Polinomios de Narumi
En matemáticas, los polinomios de Narumi sn(x) son polinomios introducidos por S. Narumi (1929) dados por la función generadora de la forma
{\displaystyle \displaystyle \sum s_{n}(x)t^{n}/n!=\left({\frac {t}{\log(1+t)}}\right)^{a}(1+t)^{x}}